# Quartinia uzbeka
Quartinia uzbeka (лат.) — вид цветочных ос (Masarinae) рода Quartinia семейства настоящих ос (Vespidae). Туркменистан, Узбекистан.

## Описание
Мелкие осы (5—6 мм). Основной цвет чёрный. Следующие части бледно-жёлтые, окаймлённые ржавым: передняя перевязь на переднеспинке, тегула, серповидное пятно на щитке, тонкая вершинная перевязь на щитке, небольшие пятна на дорсальном и боковых килях проподеума, вершинные перевязи на I—VI тергитах, ноги от вершин бёдер. Мандибулы, верхняя губа, стерниты брюшка и ноги до вершин бёдер красновато-коричневые до коричневых. Усики красновато-коричневые, за исключением тёмно-коричневой дорсальной стороны булавы. Крылья прозрачные; жилки и претостигма коричневые. Трофические связи неизвестны.

## Таксономия
Вид был впервые описан в 1935 году советским гименоптерологом Георгием (Юрием) Александровичем Костылевым (1889—1942) по материалам, собранным в Средней Азии.